# Dobrosułka
Dobrosułka – staropolskie imię żeńskie, złożone z dwóch członów: Dobro- ("dobry") i -sułka ("obiecywać" albo "lepsza, możniejsza"). Może oznaczać "obiecująca dobro".
Dobrosułka imieniny obchodzi 21 kwietnia i 22 grudnia.